# Ascorhynchus miniscapus
Ascorhynchus miniscapus is een zeespin uit de familie Ascorhynchidae. De soort behoort tot het geslacht Ascorhynchus. Ascorhynchus miniscapus werd in 1993 voor het eerst wetenschappelijk beschreven door Stock. 